# Andrei Sava
Andrei Sava (sinh ngày 7 tháng 5 năm 1991) là một cầu thủ bóng đá người România thi đấu ở vị trí hậu vệ cho Metaloglobus București. Sava có màn ra mắt tại Liga I vào ngày 20 tháng 2 năm 2015 cho Viitorul Constanța trong thất bại 0-3 trước CSMS Iași. Anh cũng thi đấu ở Liga II cho nhiều đội bóng: Progresul București, Știința Bacău, Otopeni, ACU Arad, Politehnica Timișoara hay Juventus București và tại Liga III cho: Progresul Cernica và Viitorul Axintele.

## Sự nghiệp quốc tế
Andrei Sava played in 6 matches cho U-19 România.